# Verteidigungsbezirkskommando 82
Das Verteidigungsbezirkskommando 82 war ein Verteidigungsbezirkskommando der Bundeswehr mit Sitz des Stabs in Magdeburg. Hauptaufgabe des Kommandos war die Territoriale Verteidigung in seinem Verteidigungsbezirk.

## Geschichte

### Aufstellung
Nach der Wiedervereinigung wurden im ehemaligen Militärbezirk V der Landstreitkräfte der Nationalen Volksarmee zügig die aus Westdeutschland bekannten territorialen Strukturen geschaffen (vgl. die Gliederung des Territorialheeres um 1989). Das Verteidigungsbezirkskommando 82 wurde zur Einnahme der Heeresstruktur V Anfang der 1990er-Jahren als Teil des Territorialheeres ausgeplant und dem Befehlshaber im Wehrbereich VIII unterstellt. Angelehnt an die zivile Verwaltungsgliederung in Westdeutschland sollte der Verteidigungsbezirk in etwa einem (zukünftigen) Regierungsbezirk entsprechen. Bei der Aufstellung orientierte man sich aber beim Zuschnitt des neuen Verteidigungsbezirks zunächst noch ungefähr an dem aus der Deutschen Demokratischen Republik bekannten Bezirk Magdeburg. Entsprechend war auch der Standort des Stabs Magdeburg. Als das Land Sachsen-Anhalt drei Regierungsbezirke einrichtete, blieb der Zuschnitt der zwei Verteidigungsbezirke in Sachsen-Anhalt dennoch unverändert. Der Verteidigungsbezirk 82 entsprach daher in etwa dem Gebiet des Regierungsbezirks Magdeburg.

### Wechsel zum Wehrbereichskommando VII
Zum 1. Oktober 1997 wurde das Wehrbereichskommando VIII aufgelöst. Die Führung der Verteidigungsbezirkskommandos in Sachsen-Anhalt, also auch die Führung des Verteidigungsbezirkskommandos 82, wurde dem Wehrbereichskommando VII übertragen.

### Wechsel in die Streitkräftebasis
2001 wurde das Territorialheer aufgelöst. Die Wehrbereichskommandos und Verteidigungsbezirkskommandos wurden der neu aufgestellten Streitkräftebasis unterstellt. Die Wehrbereiche und Verteidigungsbezirke wurden grundlegend neu geordnet und ihre Anzahl reduziert. Im Gegensatz zu den meisten anderen Verteidigungsbezirken blieb der Zuschnitt des Verteidigungsbezirks 82 aber unverändert erhalten. Das Verteidigungsbezirkskommando 82 wurden dem „neu“ aufgestellten Wehrbereichskommando III unterstellt. Die unterstellten Verteidigungskreiskommandos wurden aufgelöst und seine Aufgaben teils den neu aufgestellten Kreisverbindungskommandos übertragen.

### Auflösung
Das Verteidigungsbezirkskommando wurde 2007 außer Dienst gestellt. Einige seiner Aufträge wurden dem neu aufgestellten Landeskommando Sachsen-Anhalt sowie den unterstellten Bezirksverbindungskommandos übertragen.

## Verbandsabzeichen

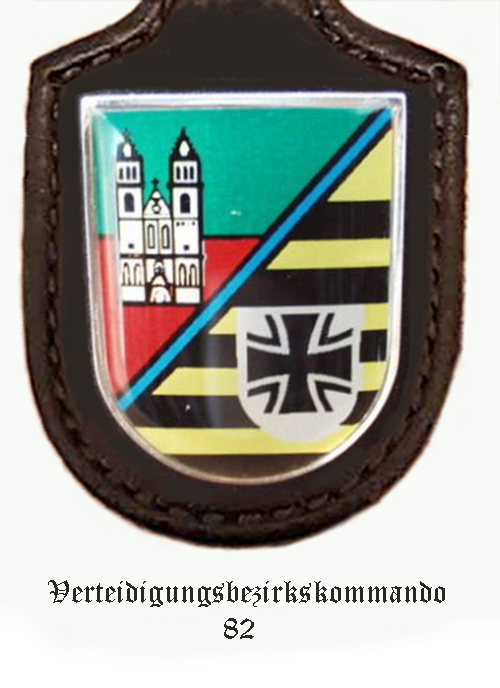
Internes Verbandsabzeichen des Stabes/Stabskompanie

Das Verteidigungsbezirkskommando führte aufgrund seiner Ausplanung als überwiegend nicht aktiver Truppenteil kein eigenes Verbandsabzeichen. Die wenigen aktiven Soldaten trugen daher das Verbandsabzeichen des übergeordneten Wehrbereichskommandos.
Als „Abzeichen“ wurde daher unpräzise manchmal das interne Verbandsabzeichen des Stabes und der Stabskompanie „pars pro toto“ für das gesamte Verteidigungsbezirkskommando genutzt. Das interne Verbandsabzeichen zeigte als Hinweis auf den Stationierungsraum als Figuren mit Verbindung zur Region: rechts der Magdeburger Dom auf den Magdeburger Stadtfarben. Die schwarz-goldene Schildteilung des linken Feldes ist typisch für die wettinischen Wappen (in der Regel verbunden mit dem einem Rautenkranz) – so wie auch im Landeswappen von Sachsen-Anhalt. Das darauf abgebildete Eiserne Kreuz ist das Hoheitszeichen der Bundeswehr. Der blaue Schrägbalken symbolisiert möglicherweise die Elbe.